# Arquebisbat d'Abidjan
L'arquebisbat d'Abidjan (francès: Archidiocèse d'Abidjan llatí: Archidioecesis Abidianensis) és una seu metropolitana de l'Església Catòlica a la Costa d'Ivori. El 2012 tenia 2.043.000 batejats sobre una població de 3.098.000 habitants. Actualment està regida per l'arquebisbe cardenal Ignace Bessi Dogbo.

## Territori
L'arxidiòcesi comprèn la ciutat d'Abidjan, on es troba la catedral de Sant Pau.
El territori s'estén sobre 3.810 km², i està dividit en 67 parròquies.

### La província eclesiàstica
La província eclesiàstica d'Abidjan, instituïda el 1955, comprèn 3 diòcesis sufragànies:
- bisbat d'Agboville
- bisbat de Grand-Bassam
- bisbat de Yopougon

## Història
La prefectura apostòlica de la Costa d'Ivori va ser erigida el 28 de juny de 1895, prenent el territori de la prefectura apostòlica de la Costa d'Or (avui arquebisbat de Cape Coast).
El 24 d'agost de 1911 cedí una porció del seu territori per tal que s'erigís la prefectura apostòlica de Korhogo (avui bisbat de Katiola), i paral·lelament la prefectura apostòlica va ser elevada a vicariat apostòlic.
El 9 d'abril de 1940 de nou cedí de nou una porció del seu territori per tal que s'erigís el vicariat apostòlic de Sassandra (avui bisbat de Daloa), i paral·lelament canvià el nom a vicariat apostòlic d'Abidjan.
El 17 de maig de 1951 de nou cedí de nou una porció del seu territori per tal que s'erigís la prefectura apostòlica de Bouaké (avui arxidiòcesi).
El 14 de setembre de 1955 el vicariat apostòlic va ser elevat al rang d'arxidiòcesi metropolitana mitjançant la butlla Dum tantis del Papa Pius XII.
El 13 de setembre de 1963 cedí una nova porció de territori per tal que s'erigís el bisbat d'Abengourou.
I finalment, el 8 de juny de 1982 cedí una nova porció del seu territori, per tal que s'erigissin els bisbats de Grand-Bassam i de Yopougon.

## Cronologia episcopal
- Jules-Joseph Moury, S.M.A. † (18 de gener de 1910 - 29 de març de 1935 mort)
- François Person, S.M.A. † (9 de desembre de 1935 - 8 de juliol de 1938 mort)
- Jean-Baptiste Boivin, S.M.A. † (15 de març de 1939 - 10 de juny de 1959 renuncià)
- Bernard Yago † (5 d'abril de 1960 - 19 de desembre de 1994 jubilat)
- Bernard Agré † (19 de desembre de 1994 - 2 de maig de 2006 jubilat)
- Jean-Pierre Kutwa (2 de maig de 2006  - 20 de maig de 2024 jubilat)
- Ignace Bessi Dogbo, des del 20 de maig de 2024

## Estadístiques
A finals del 2012, la diòcesi tenia 2.043.000 batejats sobre una població de 3.098.000 persones, equivalent al 65,9% del total.
| any  | població  | població  | població | sacerdots | sacerdots       | sacerdots       | sacerdots             | diaques | religiosos | religiosos | parròquies |
| ---- | --------- | --------- | -------- | --------- | --------------- | --------------- | --------------------- | ------- | ---------- | ---------- | ---------- |
| any  | batejats  | total     | %        | total     | clergat secular | clergat regular | batejats por sacerdot | diaques | homes      | dones      |            |
| 1950 | 93.810    | 751.000   | 12,5     | 56        | 56              |                 | 1.675                 |         |            | 64         | 24         |
| 1959 | 140.730   | ?         | ?        | 82        | 19              | 63              | 1.716                 |         | 10         | 74         | 24         |
| 1969 | 260.000   | 900.000   | 28,9     | 136       | 40              | 96              | 1.911                 |         | 128        | 132        | 35         |
| 1980 | 375.000   | 2.347.000 | 16,0     | 157       | 67              | 90              | 2.388                 | 1       | 137        | 185        | 46         |
| 1990 | 636.000   | 1.329.000 | 47,9     | 122       | 61              | 61              | 5.213                 |         | 131        | 104        | 26         |
| 1999 | 750.000   | 2.500.000 | 30,0     | 191       | 104             | 87              | 3.926                 |         | 353        | 265        | 34         |
| 2000 | 750.000   | 2.500.000 | 30,0     | 184       | 104             | 80              | 4.076                 |         | 306        | 265        | 36         |
| 2001 | 750.000   | 2.500.000 | 30,0     | 234       | 171             | 63              | 3.205                 | 1       | 329        | 272        | 42         |
| 2002 | 750.000   | 2.500.000 | 30,0     | 167       | 102             | 65              | 4.491                 |         | 290        | 276        | 43         |
| 2003 | 750.000   | 2.500.000 | 30,0     | 199       | 139             | 60              | 3.768                 |         | 285        | 166        | 45         |
| 2004 | 750.000   | 2.500.000 | 30,0     | 210       | 136             | 74              | 3.571                 | 1       | 279        | 271        | 44         |
| 2005 | 762.000   | 2.540.000 | 30,0     | 258       | 158             | 100             | 2.953                 | 1       | 451        | 265        | 48         |
| 2006 | 859.000   | 2.616.000 | 32,8     | 370       | 235             | 135             | 2.321                 |         | 582        | 320        | 55         |
| 2011 | 1.987.000 | 3.013.000 | 65,9     | 380       | 216             | 164             | 5.228                 |         | 597        | 325        | 65         |
| 2012 | 2.043.000 | 3.098.000 | 65,9     | 276       | 204             | 72              | 7.402                 |         | 514        | 308        | 67         |